# Stare Dzwony
Stare Dzwony – jeden z najstarszych polskich zespołów szantowych. 
Grupę można określić jako jeden z filarów polskiej sceny szantowej. Laureaci Grand Prix na Festiwalu „Shanties” w Krakowie w 1983 i 1993 roku. W 2003 roku otrzymali nagrodę specjalną Tygodnika Wybrzeże, honorującą wieloletnią popularyzację żeglarstwa w Polsce.

## Dyskografia
Opracowano na podstawie materiału źródłowego.
- 1984: Więcej żagli
- 1987: O chwyć ją ...
- 1988: Zerwij ten blok! / Fiddle String'im!
- 1989 Na żywo w Liverpoolu[4]
- 2000: Pora w morze nam
- 2001: Szanty
- 2008: Rejs ku wyspom szczęśliwym
- 2010: Gdzieś tam na krańcach wielkiej wody
- 2014/2015: Stare Dzwony ciągle grają... (CD+DVD)

## Członkowie zespołu[5]
- Marek Szurawski (wokal, koncertyna, flażolet)
- Jerzy Porębski (wokal, gitara fortepian, trąbka, zmarł w 2021 r.[6])
- Ryszard Muzaj (wokal, gitara)
- Andrzej Korycki (wokal, gitara)
- Janusz Sikorski (wokal, zmarł w 1995 r.)
- Dominika Żukowska (wokal, gitara)